# 前滩休闲公园
前滩休闲公园是位于中國上海市浦东新區的一個公園，占地26.45公顷，南至上中路隧道，东至前滩大道，西至黄浦江。公園內有长1700多米的沿黃浦江岸线景觀，此外還有红砖步道以及粉红沙灘。

## 歷史
公園所在地前身是中糧集團仓库。2016年1月1日前滩休闲公园對外开放。
2024年3月，公園內被曝有一家人均消费五六百元、拥有11间江景包厢的独栋餐馆。